# بولي هورفاث
بولي هورفاث (بالإنجليزية: Polly Horvath)‏ (30 يناير 1957، كالامازو في الولايات المتحدة)؛ كاتبة للأطفال، كاتِبة وروائية أمريكية.